# Alexander Djajasiswaja
Alexander Djajasiswaja, né le 30 novembre 1931 à Surakarta et mort le 19 janvier 2006 à Bandung, est un prélat indonésien, évêque du diocèse de Bandung en Indonésie de 1986 jusqu’à son décès.

## Biographie
Il suit ses années d’études au séminaire durant la période de la colonisation japonaise. Il est ordonné prêtre pour l'archidiocèse de Semarang par Mgr Albertus Soegijapranata le 7 septembre 1958.

## Évêque
Le 2 juillet 1984, le pape Jean-Paul II le nomme évêque de Bandung.
Il reçoit l'ordination épiscopale le 11 novembre suivant des mains de Mgr Justinus Darmojuwono